# أوديمبيرت
أوديمبيرت (بالفرنسية: Audembert)‏ هي بلدية تقع في إقليم باد كاليه من منطقة نور با دو كاليه في شمال فرنسا. تبلغ مساحة هذه المدينة 7.5 (كم²)، وترتفع عن سطح البحر 50 م، يبلغ عدد سكانها 424 نسمة حسب إحصاء المعهد الوطني للإحصاء والدراسات الاقتصادية سنة 2009 م. وترأس Reynald Nardini البلدية خلال فترة (2008-2014).